# Bogdănești (okręg Vâlcea)
Bogdănești – wieś w Rumunii, w okręgu Vâlcea, w gminie Bujoreni. W 2011 roku liczyła 596 mieszkańców.